# Néo Agionéri (Kilkís)
Néo Agionéri (grec moderne : Νέο Αγιονέρι) est une localité située dans le dème de Kilkís, dans le district régional de Kilkís, dans la periphérie de Macédoine-Centrale, en Grèce.
Selon le recensement de 2011, elle compte 1 176 habitants.